# Semambung (Gedangan)
Semambung is een bestuurslaag in het regentschap Sidoarjo van de provincie Oost-Java, Indonesië. Semambung telt 7190 inwoners (volkstelling 2010).